# Certamen Ciceronianum Arpinas
Certamen Ciceronianum Arpinas ist ein seit 1980 jährlich in Ciceros Geburtsort Arpino ausgetragener internationaler Lateinwettbewerb für Schüler. Er wird vom Centro Studi Umanistici Marco Tullio Cicerone organisiert. Zur Teilnahme berechtigt sind Schüler aller altsprachlichen Gymnasien weltweit.
Der Wettbewerb wird in Form einer fünfstündigen Klausur ausgetragen. Die Teilnehmer haben einen etwa 200 Wörter langen Originaltext von Cicero in ihre jeweilige Muttersprache zu übersetzen und in ihrer jeweiligen Muttersprache zu kommentieren. Die Prüfungsleistung ist in etwa mit der einer schriftlichen Abiturprüfung im Fach Latein vergleichbar.
Das von Emanuele Narducci begründete Symposium Ciceronianum Arpinas wurde als wissenschaftliche Begleitveranstaltung konzipiert.